# Síndrome de la arteria mesentérica superior
El  síndrome de la arteria mesentérica superior o síndrome de Wilkie es una entidad poco frecuente causada por la compresión de la tercera porción del duodeno entre de la arteria aorta y la arteria mesentérica superior causando dolor y una obstrucción abdominal alta.

## Historia
En 1842, Carl von Rokitansky realizó la primera descripción anatómica del síndrome de arteria mesentérica superior luego de analizar un caso de atrapamiento duodenal por compresión entre la arteria mesentérica superior y la aorta.
Se mantuvo patológicamente indefinido hasta 1927 cuando Wilkie publicó la primera serie completa de 75 pacientes.

## Epidemiología
Es una patología frecuente en adultos jóvenes (10 y los 30 años), con predominio del sexo femenino causado principalmente por perdida de la grasa abdominal de manera abrupta.

## Etiología
La rápida pérdida de peso es la principal causa de la aparición de este síndrome puede ser dada por diversas causas:
- Trastornos de alimentación
- Posterior a cirugías ortopédicas de columna vertebral (principalmente correctiva de escoliosis)
- Defectos congénitos (ligamento de Treitz corto, deformidades de la columna vertebral)[2]
- Síndrome de la compresión del tronco celiaco
- Idiopática
- Traumatismos severos

## Síntomas
- Pérdida de peso[3]
- Distensión abdominal luego de las comidas
- Náuseas
- Vómitos con contenido alimentario
- Dolor en epigastrio tipo cólico que aliviado al estar de pie, o acostado del lado izquierdo.
- Obstrucción intestinal

## Diagnóstico
- Rayos X abdominales simples
- Exámenes radiográficos en serie del tracto gastrointestinal superior
- Ultrasonido
- Arteriografía
- Tomografía computarizada[4]

## Diagnóstico diferencial
Otras causas de dolor abdominal y obstrucción intestinal como:
- Cetoacidosis diabética
- Isquemia mesentérica
- Intolerancia alimentarias
- Esclerodermia
- Pancreatitis
- Colelitiasis
- Megaduodeno
- Bezoares
- Dispepsia
- Reflujo

## Tratamiento

### Tratamiento no invasivo
- Mejorar el estado nutricional del paciente, en casos graves puede llegar a ser necesario la alimentación por medio de una sonda enteral o parenteral según lo requiera.[5]
- Adquirir posiciones adecuadas después de comer
- Metoclopramida

### Tratamiento invasivo
- Procedimiento de Strong
- Gastroyeyunostomía
- Duodenoyeyunostomía

## Pronóstico
Si se da un diagnóstico temprano y tratamiento adecuado el pronóstico es excelente
Si el diagnóstico es tardío pueden aparecer complicaciones como deshidratación progresiva, hipokalemia, y oliguria.

### Otras complicaciones
- Desnutrición
- Hipotensión
- Presencia de úlcera péptica
- Neumonía por aspiración
- Desequilibrio electrolítico